# Casale della Cervelletta

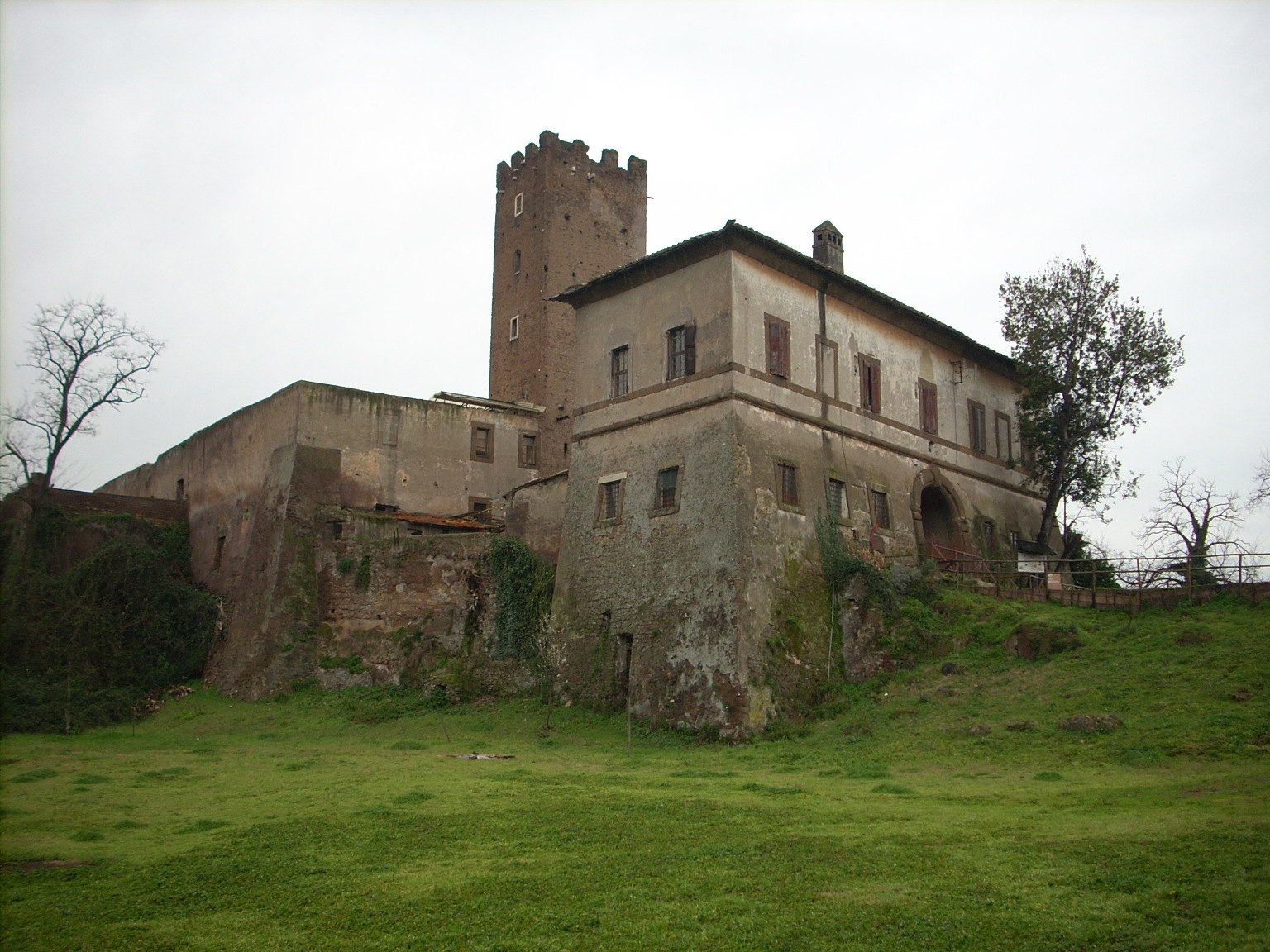
Casale della Cervelletta

Das Casale della Cervelletta ist ein landwirtschaftliches Anwesen in Rom mit einem mittelalterlichen Turm.

## Geographische Lage
Das Casale della Cervelletta⊙ liegt auf einem Tuffsteinfelsen im Stadtteil Tor Cervara im Municipio IV am östlichen Rand von Rom.
Es liegt 200 m nördlich der Autostrada A24 und 2,5 km östlich der Autostrada A90.
1,2 km nördlich vom Casale della Cervelletta fließt der Fluss Aniene.
Der Aniene mündet⊙ zwischen vielen Hügeln stark mäandrierend nach weiteren 12 km in den Tiber.
Das Casale della Cervelletta gehört mit seiner Umgebung zu dem seit 1997 als Naturschutzgebiet ausgewiesenen Feuchtgebiet Tal des Aniene.

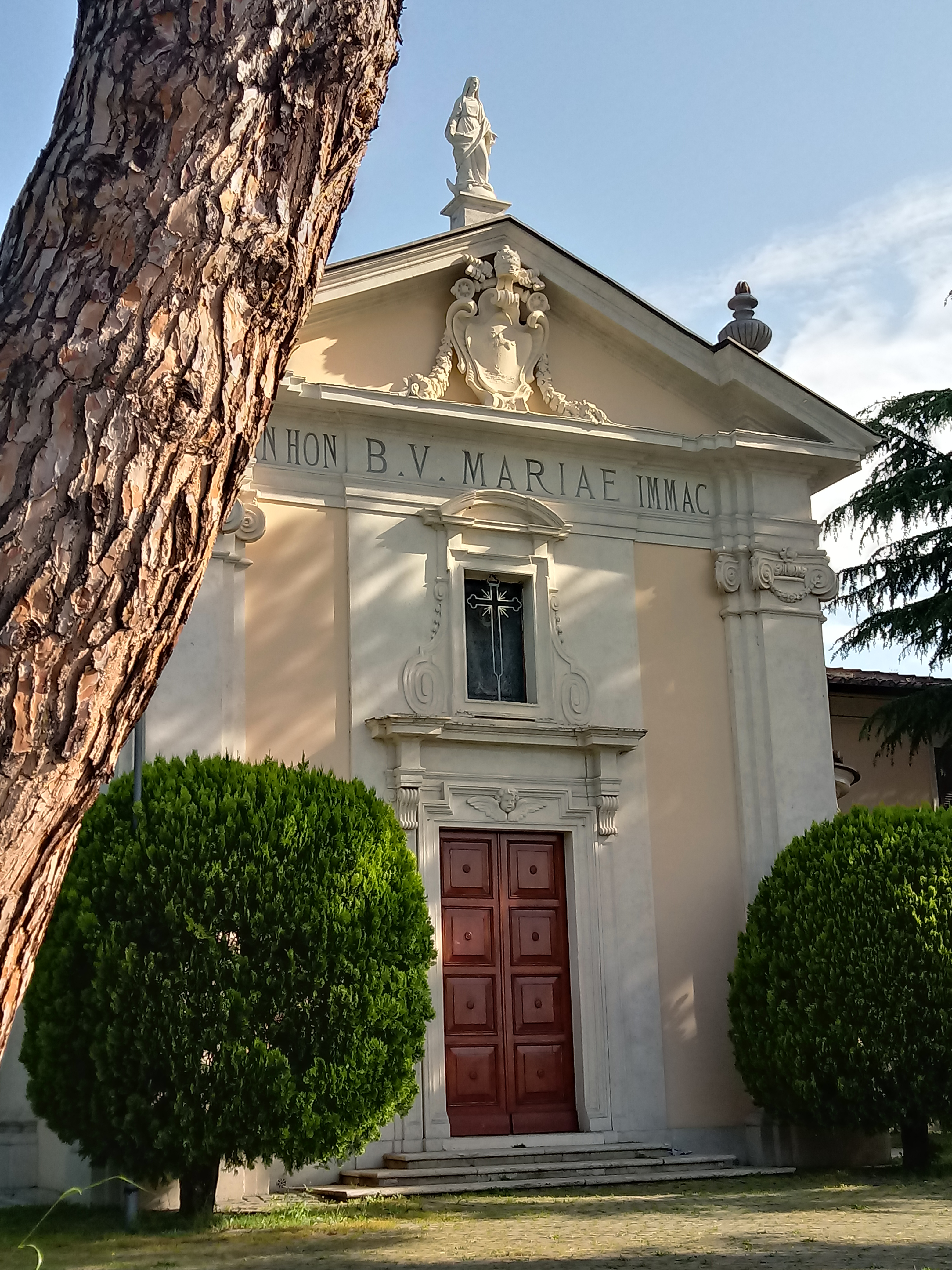
Chiesa di Santa Maria Immacolata alla Cervelletta

Von der Ortschaft Tor Sapienza kommend führt die Straße Via di Tor Cervara nach Norden zunächst über die Autostrada A24.
Dann passiert sie die Chiesa di Santa Maria Immacolata alla Cervelletta⊙ (Kirche zur Unbefleckten Empfängnis von Cervelletta).
Die Chiesa di Santa Maria Immacolata alla Cervelletta wurde 1911 nach Plänen des Architekten Carlo Lepri erbaut und 1912 von Pietro Respighi geweiht.
An ihrer Stelle stand vorher eine Mariä-Himmelfahrt-Kapelle.
Gleich hinter der Kirche in einer Rechtskurve geht eine kleine Straße nach links Richtung Nordwesten ab, die zum Casale della Cervelletta führt.

## Name
Der Name Cervelletta ist eventuell abgeleitet von Cervaretto.
Dies könnte von der Existenz von Hirsch-Gehegen in dieser Gegend her kommen (italienisch: cervo, lateinisch: cervus, deutsch: Hirsch).
Eine andere Namensherkunft wird von den nahegelegenen Tuffsteinbrüchen abgeleitet.
Aus diesen Steinbrüchen entstanden als Abfall der Verarbeitung große Haufen Tuffs (lateinisch: acervus, deutsch: Haufen).
Auf diese Deutung weist auch der Name Tor Cervara des Stadtteils hin.

## Geschichte
Im Mittelalter gehörte das Anwesen der Geistlichkeit.
Es trug den Namen Casale sancti loci.
Aus dieser Zeit ist der 30 m hohe Turm erhalten.
1202 unter Papst Innozenz III. war es im Besitz des Klosters San Tommaso in Formis.
Später gehörte es zur Lateranbasilika und dann zur Basilika Sankt Laurentius vor den Mauern.
Im 16. Jahrhundert gelangte es in den Besitz der Familien Sforza und Borghese.
Diese bauten im 16. und 17. Jahrhundert weitere Gebäudeteile.
Das Haupthaus wurde 1630 von den Borghese gebaut.
1628 kaufte Kardinal Scipione Caffarelli Borghese das Anwesen.
Er ließ es in einen eleganten Landsitz umwandeln und baute die produktiven Anlagen aus.
Im 17. Jahrhundert wurde das Anwesen mit seinem heutigen Namen Casale della Cervelletta in den Karten des Katasters von Alessandrino verzeichnet.
1835 ging es in den Besitz der Familie Salviati über.
Diese förderte die Kultivierung des stark von der Malaria betroffenen Gebietes.
Ende des 19. Jahrhunderts richteten Angelo Celli und seine Ehefrau Anna Celli-Fraentzel im Casale della Cervelletta eine Malaria-Station ein.
Im 20. Jahrhundert dehnte sich die Stadt Rom immer weiter aus und die ganze Gegend drohte urban überbaut zu werden.
Deshalb wurde ein Naturschutzgebiet eingerichtet und die wegen der Malaria trockengelegte Landschaft wurde als Feuchtgebiet renaturiert.
Das verfallene Casale della Cervelletta wurde 1997 auf die Rote Liste der gefährdeten Kulturgüter gesetzt.

## Beschreibung
Das Haupthaus hat zwei Stockwerke.
Im oberen Stockwerk gibt es sieben Fenster.
Im unteren ebenerdigen Stockwerk befindet sich in der Mitte das rundbogenförmige Eingangsportal.
Links und rechts von ihm gibt es je drei Fenster.
Oberhalb des oberen mittleren Fensters über dem Eingangsportal befand sich bis 1950 das Wappen der Borghese.
Das Haus ist verputzt.
Die Fenster und das Portal haben rechteckige Tuffsteinrahmen.
Quer über die Front verlaufen zwischen Erdgeschoss und erstem Stock zwei parallele Tuffsteinsimse.
Hinter dem Haupthaus befindet sich ein rechteckiger Hof, der von Wirtschaftsgebäuden umgeben ist.
Auf der Nordostseite des Hofes steht der 30 m hohe Turm mit Rechteckzinnen.
Im Inneren des Hauses gibt es ein Wohnzimmer mit großem Kamin und Wandmalereien.
Die Gebäude sind nicht öffentlich zugänglich.